# Габонська кухня

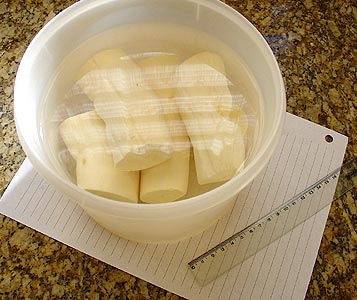
Очищений корінь маніоку. Маніок - важливий продукт харчування в Габоні.

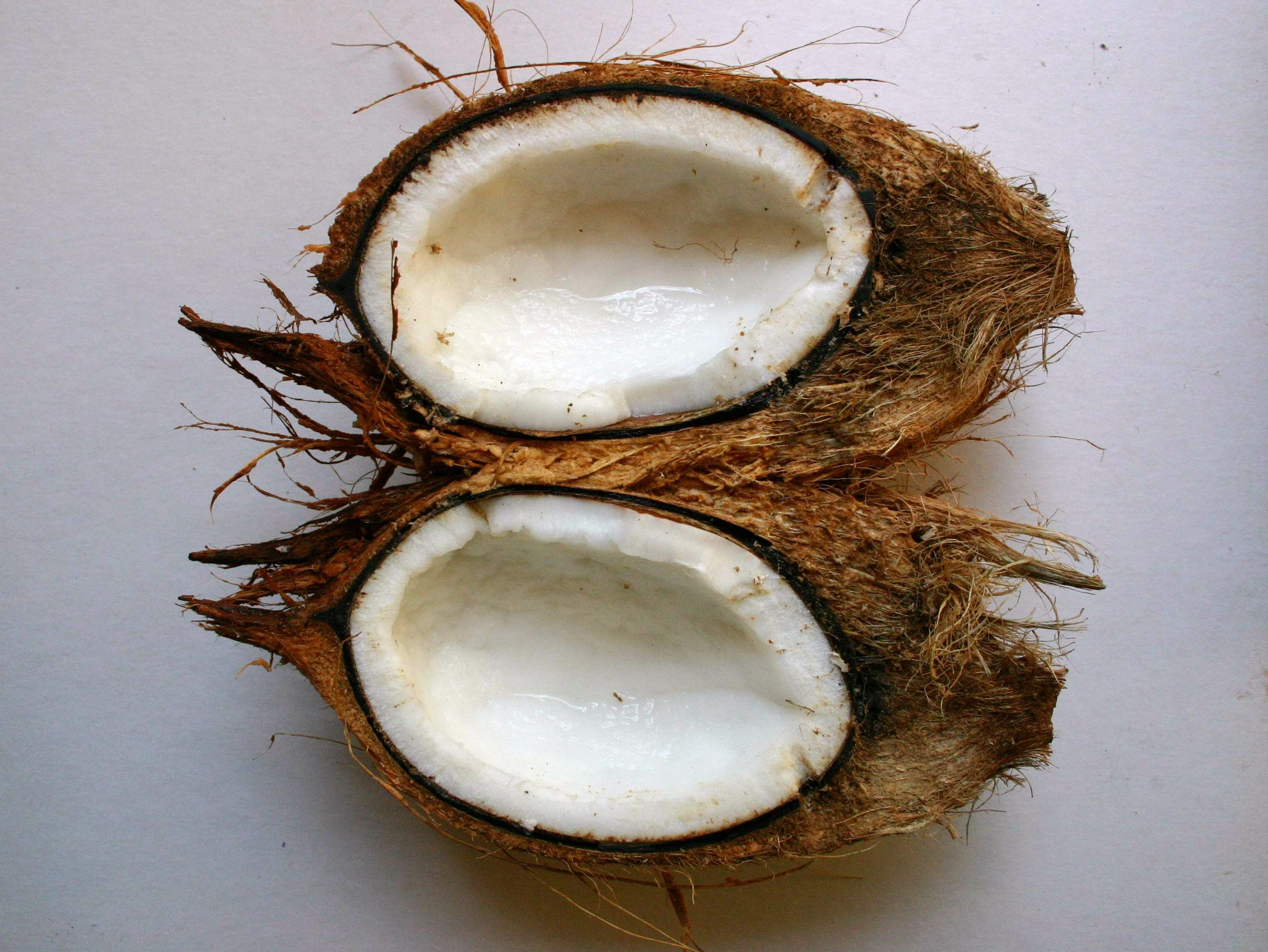
Розколотий кокос

Габонська кухня — це кулінарні традиції, практики, продукти харчування та страви, пов'язані з Габоном, суверенною державою на західному узбережжі Центральної Африки. Французька кухня має помітний вплив, і у великих містах доступні різні французькі страви. У сільській місцевості зазвичай використовуються такі основні продукти харчування, як маніок, рис та ямс.
М'ясо включає курку і рибу, а також м'ясо диких тварин, таких як антилопа, дикий кабан і мавпа. Часто використовуються соуси, наприклад, пасту з бербере з гострим червоним перцем.
З фруктів вживають банани, папаю, гуаву, манго, ананаси, кокоси, авокадо та арахіс.. Також використовуються плантани, помідори, кукурудзу та баклажани.

## Поширені продукти та страви
- Атанга (Dacryodes edulis), іноді званий «чагарниковою олією», є твердим фруктом, який варять і часто використовують як намазку[1]
- Беньє (Beignet), смажене у фритюрі заварне тісто, дуже поширене[1]
- Страви на шампурах[1]
- Сушене м'ясо, особливо у сільській місцевості[1]
- Фуфу, страва з товченого маніоку[2]
- Нембве (Nyembwe), курка з кедровими горіхами[2][3]
- Курча в гірчиці з часником, цибулею та лимонним соком[2]
- Congo Chewies (родом з Конго, подається як десерт)
- Морепродукти[2]
- Копчена риба[2]
- Запечені банани, покриті панірувальними сухарями, подаються зі сметаною та коричневим цукром.
- Garri, гранульоване борошно з маніоку, приготовлене у вигляді каші.
- Плантан, цілісний, подрібнений і протертий[3]